# Milcoveni, Caraș-Severin
Milcoveni (1924: Mircovăț) este un sat în comuna Berliște din județul Caraș-Severin, Banat, România. Până în anul 1947, satul Milcoveni era situat la o distanță de aproximativ 7 kilometri la sud față de poziția actuală.

## Vecini
Vecinii satului Milcoveni, din județul Caraș-Severin sunt:
-La Nord : Satul Ciortea
-La Sud : Statul Serbia
-La Vest : Satul Iam
-La Est : Satul Berliste

## Hidrografie
Satul Milcoveni este situat în bazinul hidrografic al rîului Caraș.În apropierea satului se găsește râul Vicinic.

## Relief
Relieful este în mare parte, câmpie.Există și dealuri, nu mai mari de 100-120 metri.

## Climă
Clima este temperat continentală.

## Floră și faună
Sunt diversificate, specifice câmpiei.
Exemple de pomi:Salcia, nucul, etc.

## Solurile
Solul predominant în vecinătatea satului este roca loess.

## Personalități
Personalități născute în satul Milcoveni.

### Poeți
Pavel Belu-(n.1934-d.2011) Poet, director al Teatrului Național din Cluj.

### Fotbaliști
Georgevici-(n.1954) Fotbalist, actual antrenor al echipei de juniori CSM Școlar Reșița (1999-prezent).

## Legături externe

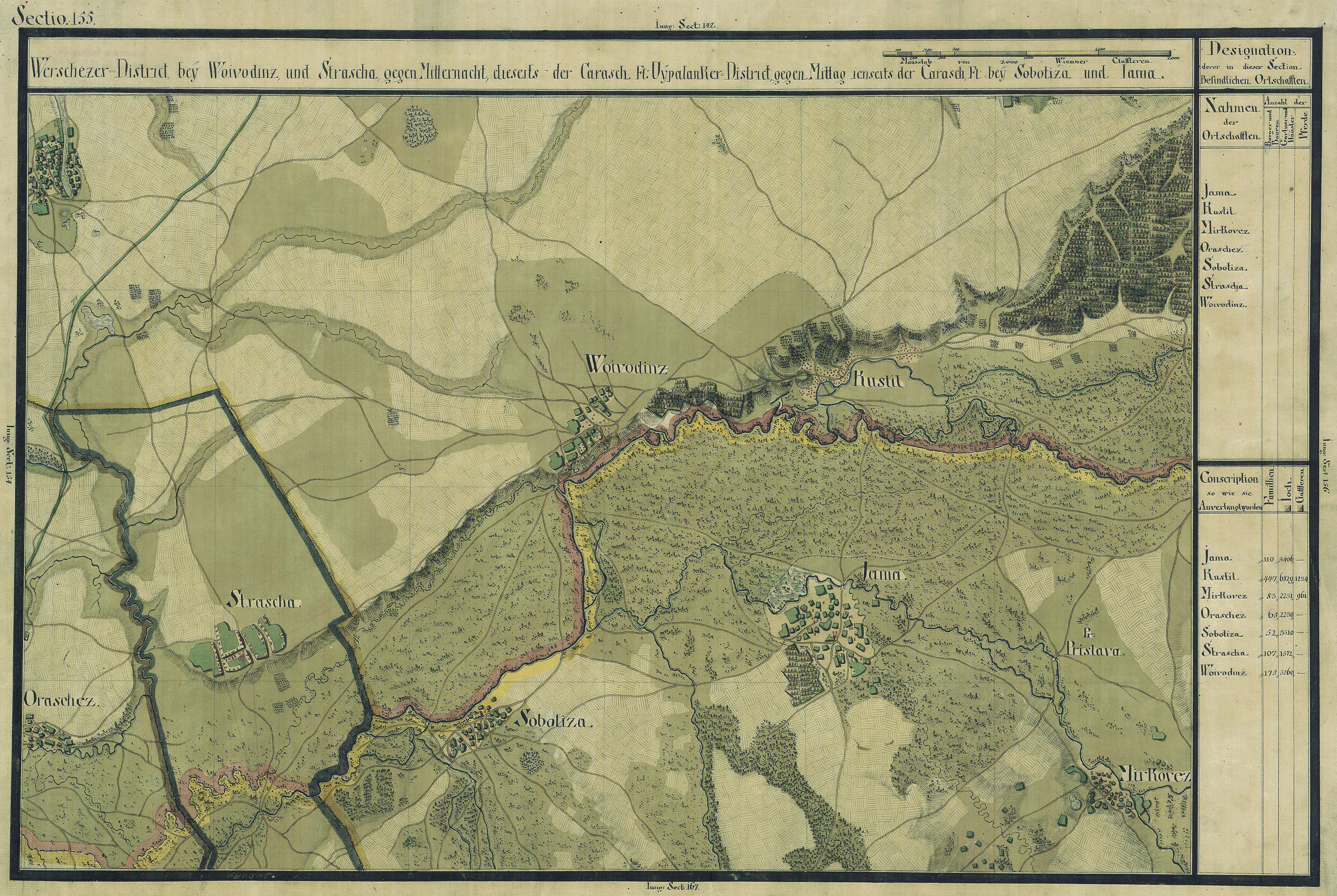
Milcoveni în Harta Iosefină a Banatului, 1769-72